# Russell-Binscarth
Russell-Binscarth es un municipio canadiense situado en la provincia de Manitoba.

## Superficie
Russell-Binscarth tiene una superficie de 569,7 km².

## Demografía
En 2021, tenía 2596 habitantes, una densidad poblacional de 4,6 hab./km², y 1243 viviendas.